# St. Hildegard (München)

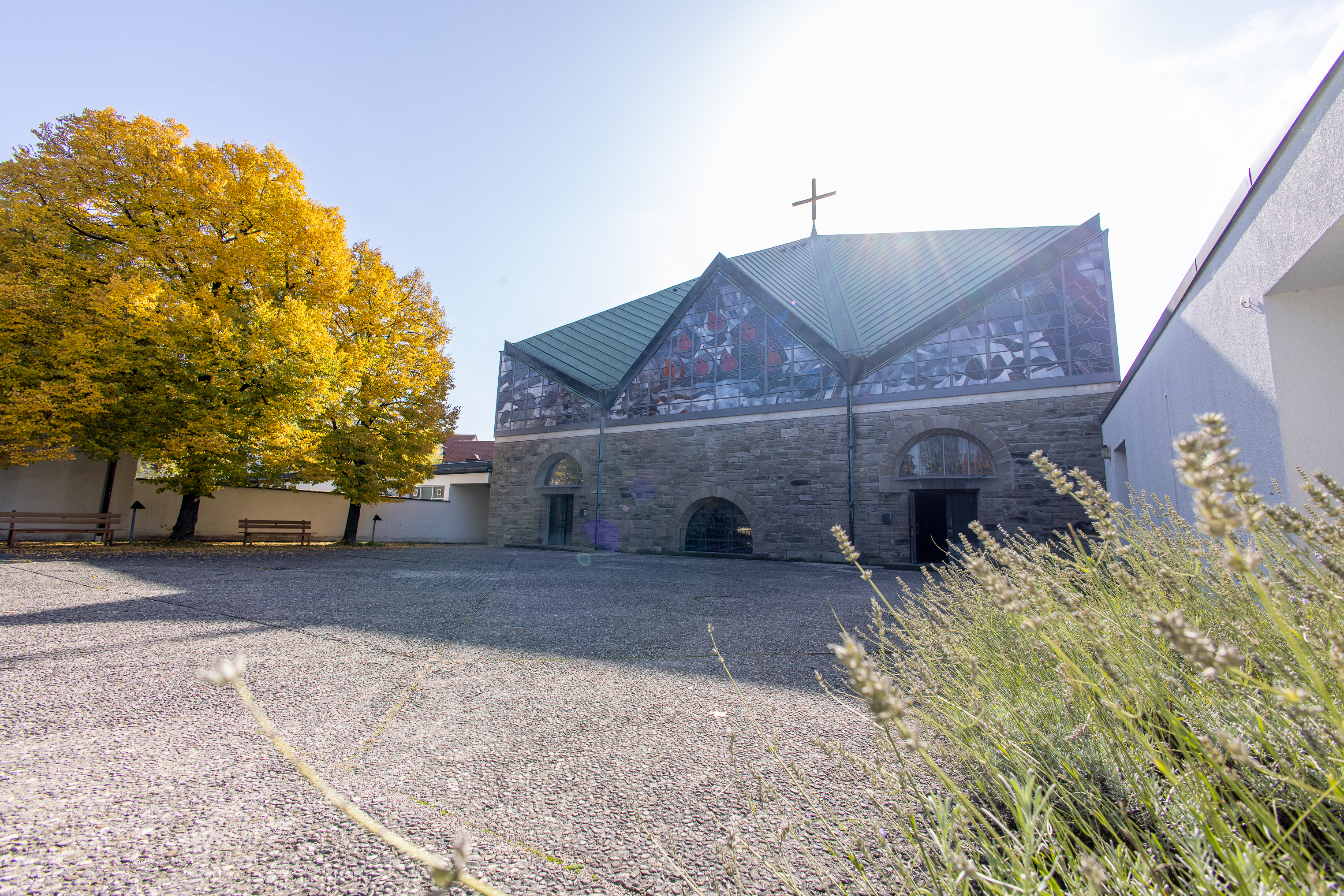
Außenansicht St. Hildegard

Die Pfarrkirche St. Hildegard ist eine katholische Pfarrkirche in Münchner Stadtteil Pasing. Zur Pfarrgemeinde gehören außerdem die Kapelle im Haus St. Benedikt in der Paosostraße sowie die Kapelle Maria am Wege in der Maria-Eich-Straße.

## Bauwerk und Ausstattung
Die Kirche wurde nach Plänen von Siegfried Östreicher errichtet und 1962 Hildegard von Bingen geweiht. Sie ist besonders bekannt für ihr sternförmig gefaltetes Zeltdach und das darunter auf allen vier Gebäudeseiten umlaufende Fensterband. Diese intensiv farbigen Fenster und drei kleinere Fenster an der Eingangsseite wurden von Georg Meistermann gestaltet. Die Buntglasfenster werden in besonderer Weise zum Erlebnis, da das Tageslicht ausschließlich durch sie einfallen kann und so den Innenraum ganz in ihre Farben taucht.

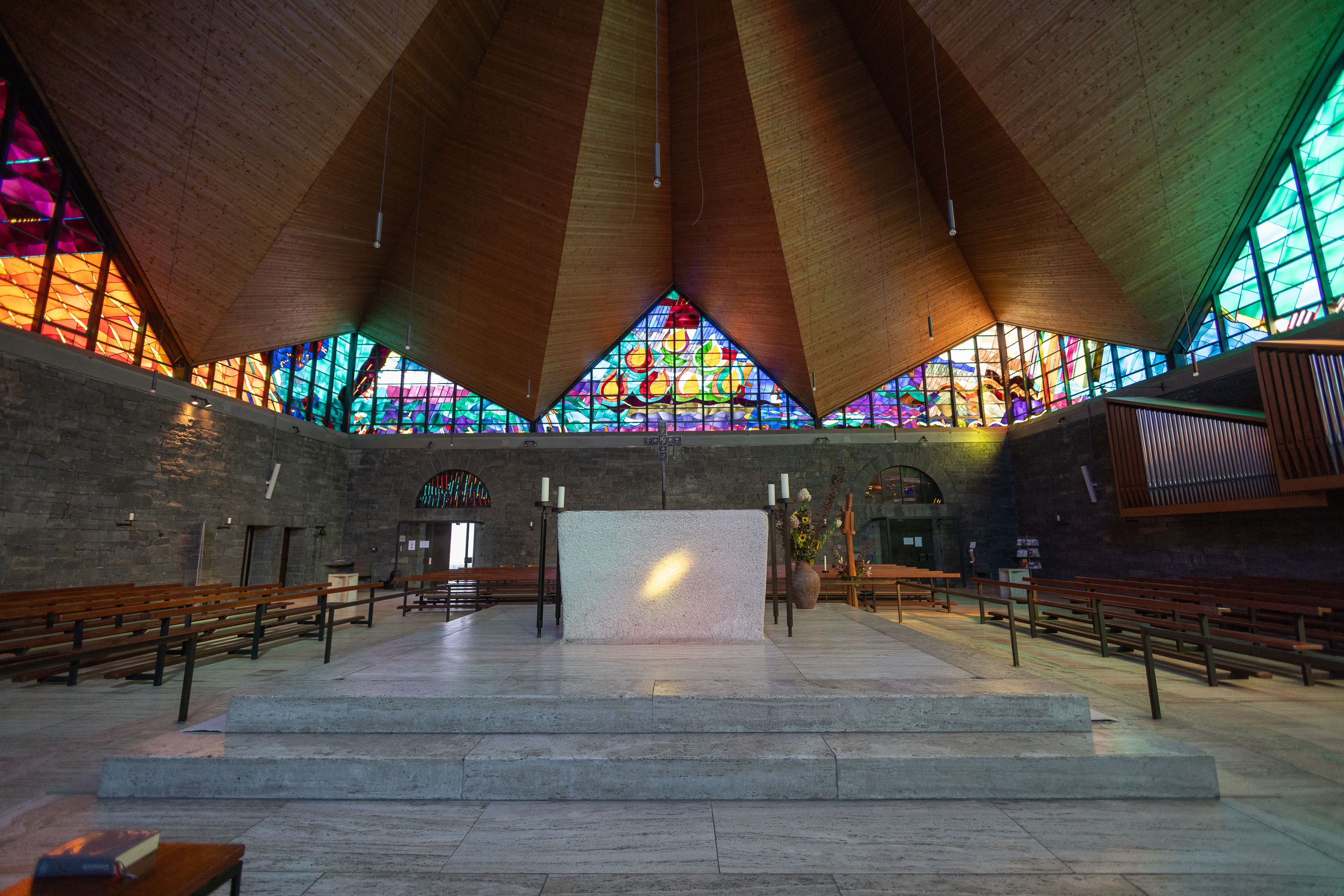
Innenansicht St. Hildegard

1965  wurde in der Kirche eine von Blasius Gerg geschaffene Madonna mit Kind aufgestellt. Die Nebengebäude der Kirche beherbergen das Pfarramt, einen Kindergarten und eine Bibliothek. St. Hildegard besitzt keinen Kirchturm. Die Entscheidung für einen Kindergarten statt eines Kirchturms wurde als sozialer Schritt gewertet.
St. Hildegard wurde im Jahr 2000 zum Baudenkmal erklärt und gilt als „einer der schönsten Kirchenneubauten nach dem Zweiten Weltkrieg“ in München.

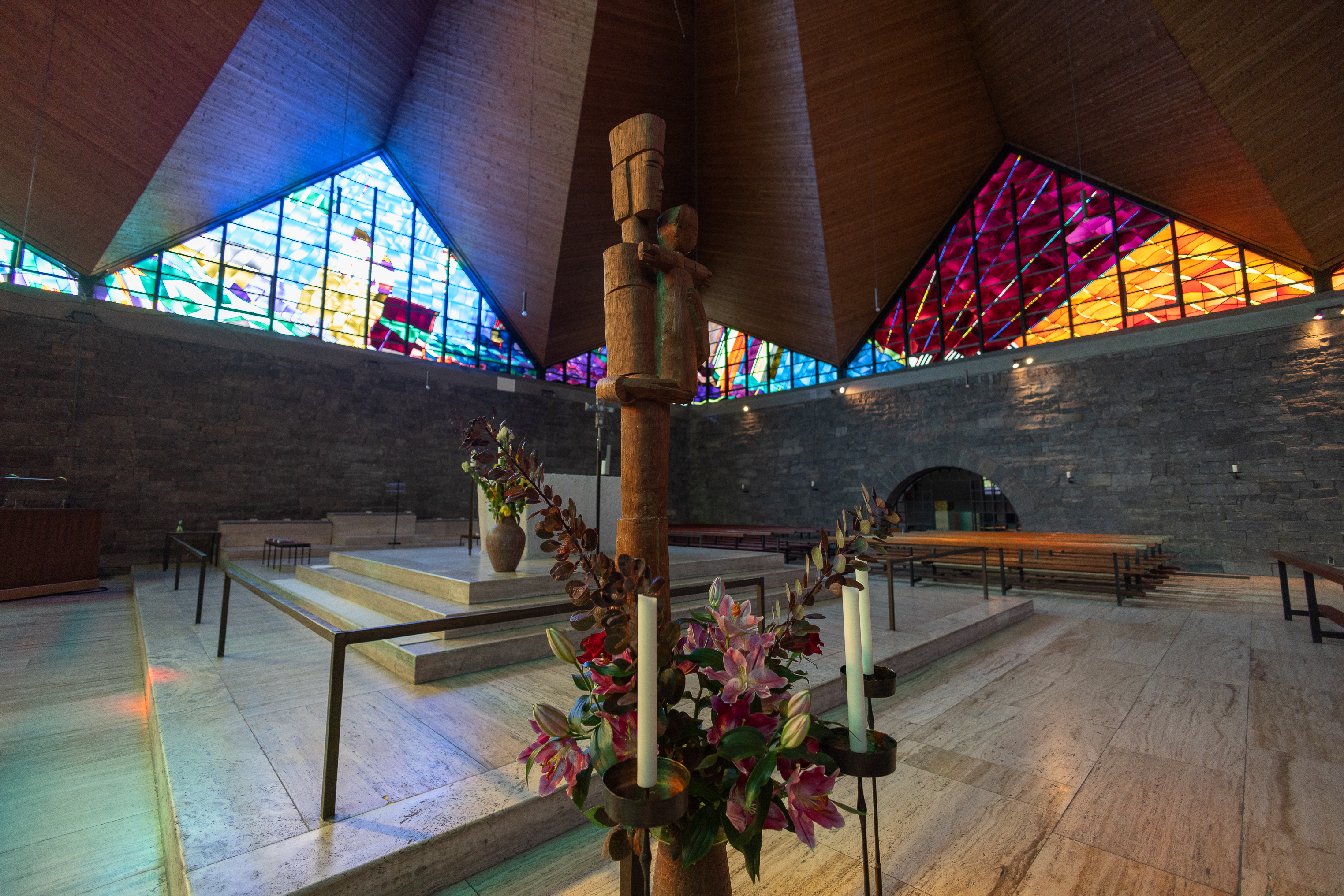
Von Blasius Gerg geschaffene Madonna mit Kind

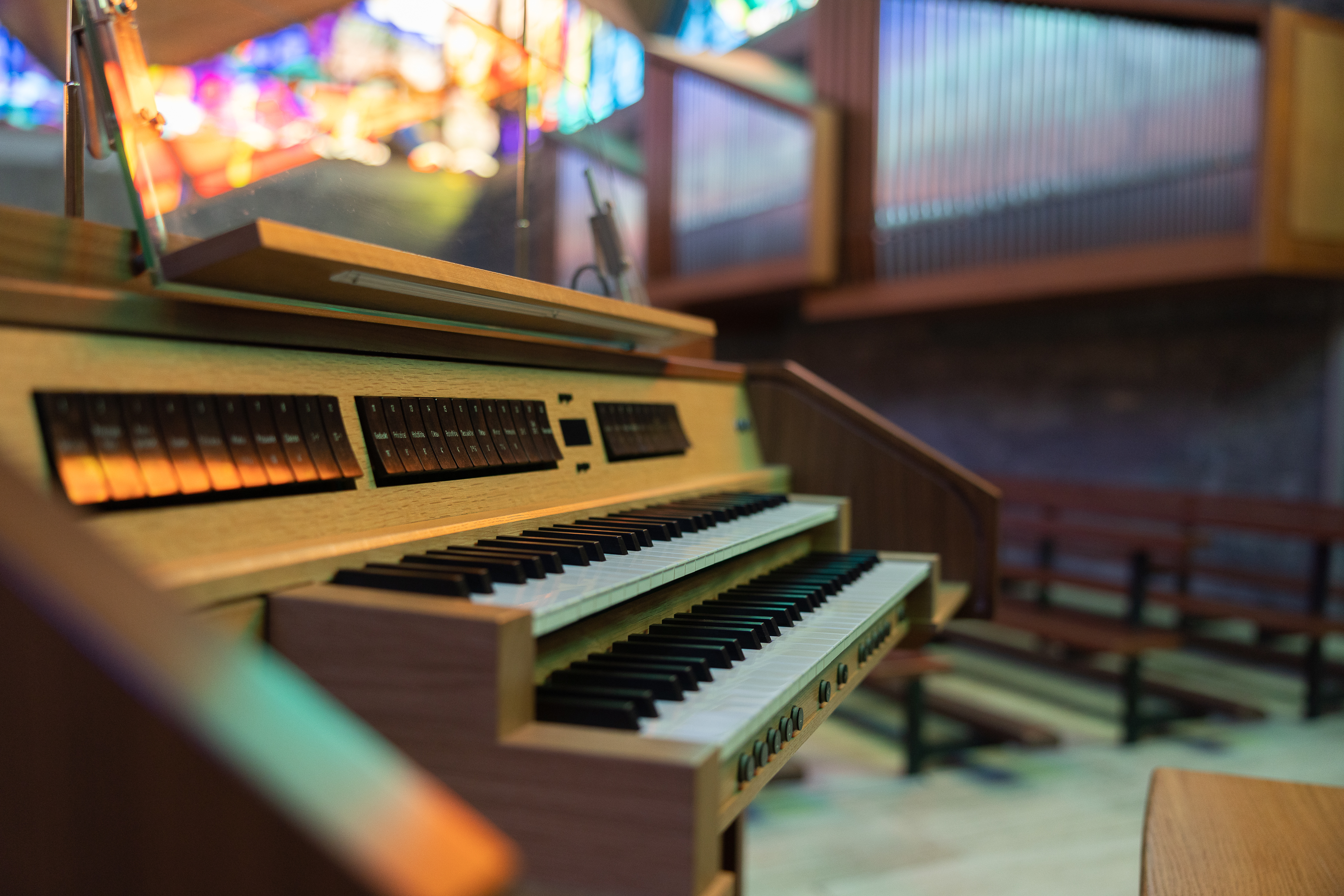
Spieltisch und Orgel der Pfarrkirche St. Hildegard

## Orgel
Die Orgel wurde 1972 von Ludwig Eisenbarth gebaut, sie hat heute folgende Disposition:
| I Hauptwerk    |       |
| Rohrgedeckt    | 16′   |
| Prinzipal      | 8′    |
| Hohlflöte      | 8′    |
| Oktave         | 4′    |
| Rohrflöte      | 4′    |
| Oktave         | 2′    |
| Sesquialter II | 2 ⁄3′ |
| Mixtur V       | 1 ⁄3′ |
| Trompete       | 8′    |
| Tremulant      |       |

| II Schwellwerk    |          |
| Gedackt           | 8′       |
| Gambe             | 8′       |
| Prinzipal         | 4′       |
| Nachthorn         | 4′       |
| Waldflöte         | 2′       |
| Larigot           | 1 ⁄3′+1′ |
| Scharffzimbel III | 1′       |
| Tremulant         |          |

| Pedal        |        |
| Subbass      | 16′    |
| Prinzipalbaß | 8′     |
| Rohrgedackt  | 8′     |
| Großquinte   | 5 1⁄3′ |
| Flötoktave   | 4′     |
| Mixtur IV    | 2 ⁄3′  |
| Posaune      | 16′    |
| Clairon      | 4′     |

- Koppeln: II/I, I/P, II/P (als Druckknöpfe), Handregister ab, 2 freie Kombinationen, Tutti, Auslöser, Zungeneinzelabsteller

Bemerkungen: Schleifladen, elektrische Spiel- und Registertraktur

## Pfarrer
- Paul Groh, 1962–1987
- Rupert Frania, 1987–1997
- Erwin Obermeier, 1997–2009
- Albert Zott, Pfarradministrator, 2009–2011
- Franz X. Leibiger, 2011–2013
- Thomas Dallos, 2013–2020
- Alois Emslander, seit 2021